# Криштоп, Ольга Фёдоровна
Ольга Фёдоровна Криштоп (род. 8 октября 1957, Новосибирск) — советская легкоатлетка (спортивная ходьба), чемпионка СССР и мира, победительница Кубка мира, рекордсменка мира, Заслуженный мастер спорта СССР (1988). По образованию инженер.

## Биография
В 1972 году увлеклась лыжными гонками. В 1981 году переключилась на спортивную ходьбу. Выступала за «Динамо» (Новосибирск).
В 1984 году установила мировой рекорд в ходьбе 5000 м — 21.36,2. В 1985 году стала бронзовым призёром Кубка мира на дистанции 10 км (46,24) и серебряным призёром в командном зачёте. В 1986 году показала лучший результат сезона в мира в ходьбе на 10 км — 44.43. В 1987 году на чемпионате мира стала чемпионкой на дистанции 3 км в помещении, установив при этом мировой рекорд (12.05,49) и также получила золотую медаль в командном зачёте. В том же году стала обладательницей Кубка мира в Нью-Йорке в ходьбе на 10 км (43.22 — лучший результат сезона в мире).

## Спортивные результаты
- Чемпионат СССР по лёгкой атлетике 1984 года —  (10 км — 46.15,0);
- Чемпионат СССР по лёгкой атлетике 1985 года —  (10 км — 45.02,0);
- Чемпионат СССР по лёгкой атлетике в помещении 1990 года —  (3000 м — 12.13,98);